# Aquulavelia
Aquulavelia is een geslacht van wantsen uit de familie beeklopers (Veliidae). Het geslacht werd voor het eerst wetenschappelijk beschreven door Thirumalai in 1999.

## Soorten
Het genus bevat de volgende soorten:

- Aquulavelia lautereri Zettel, 2013
- Aquulavelia occulta Thirumalai, 1999
- Aquulavelia stehliki Zettel, 2013